# Krzysztof Zanussi
Krzysztof Pius Zanussi (Varsavia, 17 giugno 1939) è un regista, sceneggiatore e produttore cinematografico polacco.

## Biografia
Trisnipote di un ingegnere asburgico trasferitosi dal Friuli, ora in Italia, alla Polonia per sovrintendere alla costruzione di ferrovie, Zanussi incominciò gli studi di fisica all'Università di Varsavia, ma nel 1959 si iscrisse a filosofia all'Università di Cracovia.
Intanto cominciò a occuparsi di cinema nei cineclub universitari e realizzò undici cortometraggi, dieci dei quali furono premiati.
Uno di questi cortometraggi, Tramwaj do nieba (t.l. Tram verso il cielo), fu notato da Andrzej Munk, che spinse Zanussi a iscriversi alla Scuola di Cinema di Łódź. Diplomatosi in questa scuola nel 1966, vi è rimasto successivamente come docente.
Ha vinto il Festival di Venezia nel 1984 con il film L’anno del sole quieto ed è membro del Pontificio consiglio della cultura.
Nel 1985, in occasione della XXXIX edizione della festa del teatro di San Miniato, dirige il dramma sacro "Giobbe", opera dell'allora Pontefice Karol Wojtyła.
Direttore del Polish Film Studio TOR, è professore di cinema alla European Graduate School di Saas-Fee in Svizzera dove tiene un corso estivo ed è professore alla Università della Slesia a Katowice.
È stato tra i fondatori dell’European Film Academy presieduta da Wim Wenders e ha promosso la rete europea dei festival cinematografici interreligiosi costituita dal Sacrofilm di Zamość in Polonia, le Giornate di cinema e riconciliazione di Notre Dame de La Salette in Francia e il Popoli e Religioni – Terni Film Festival in Italia.
È sposato con Elżbietą Grocholską-Zanussi, parente del giornalista e politico Jas Gawronski, a sua volta nipote del beato Piergiorgio Frassati.
È poliglotta: parla correntemente, oltre alla sua lingua madre, inglese, italiano, francese, tedesco e russo.

### Controversie
Secondo i dati raccolti dall'Instytut Pamięci Narodowej, organismo creato nel 1998 in Polonia con lo scopo di raccogliere documentazione riguardante i crimini perpetrati dal regime nazista e da quello comunista, risulta che Zanussi, dal 1962 al 1964 è stato registrato senza la sua consapevolezza come collaboratore del servizio segreto comunista SB, con nome in codice "Aktor". Nel corso del 1962 è stato utilizzato come contatto informale durante il Festival Mondiale della Gioventù a Helsinki. Zanussi parla apertamente dei suoi interrogatori. Il materiale presente negli archivi dell'Instytut Pamieci Narodowej afferma che Zanussi non è mai stato ufficialmente reclutato come collaboratore.

## Filmografia

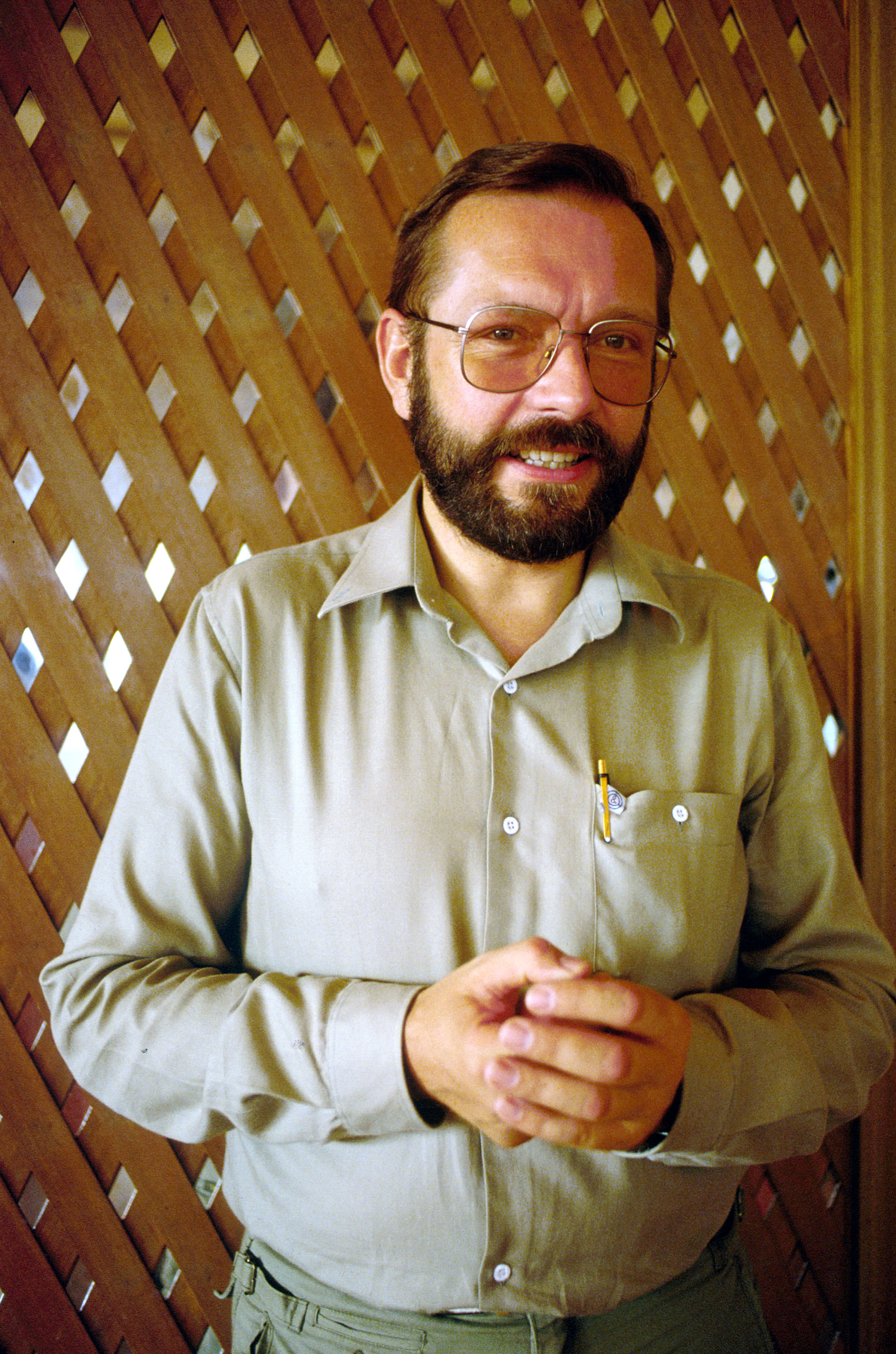
Il regista polacco Krzysztof Zanussi alla Mostra del cinema di Venezia del 1988.

- La struttura di cristallo (Struktura kryształu) (1969)
- Vita di famiglia (Życie rodzinne) (1971)
- Dietro la parete (Za ścianą) film TV (1971)
- Illuminazione (Iluminacja) (1973)
- Kit e l'omicida (Lohngelder für Pittsville) (1974)
- Colori mimetici (Barwy ochronne) (1976)
- La spirale (Spirala) (1978)
- Contratto (Kontrakt) (1980)
- La costante (Constans) (1980)
- Da un paese lontano (From a Far Country) (1981)
- Imperativo (Imperative) (1982)
- L'anno del sole quieto (Rok spokojnego słońca) (1984)
- Blaubart (1984)
- Il potere del male (Paradigma) (1985)
- Ovunque tu sia (Wherever You Are) (1988)
- Passaporto per l'amore - Inventory (Stan posiadania) (1989)
- Vita per vita - Massimiliano Kolbe (Zycie za zycie / Leben für Leben - Maximilan Kolbe) (1991)
- Il tocco della mano (Dotknięcie ręki) (1992)
- Cwal (1995)
- Forventninger, episodio del film Danske piger viser alt (1996)
- Fratello del nostro Dio (Our God's Brother) (1996)
- La vita come malattia fatale sessualmente trasmessa (Zycie jako smiertelna choroba przenoszona droga plciowa) (2000)
- Supplemento (Supplement) (2001)
- Persona non grata (2005)
- Il sole nero (2007)
- Col cuore in mano (Serce na dłoni) (2008)
- Le voci interiori (Głosy wewnętrzne) (2009)
- Rewyzita (2009)
- Corpo estraneo (Obce ciało) (2014)
- Eter (2018)

## Opere
- (PL) Krzysztof Zanussi, O montażu w filmie amatorskim, 1968.
- (PL) Krzysztof Zanussi, Rozmowy o filmie amatorskim, Varsavia, 1978.
- Krzysztof Zanussi, Tempo di morire. Ricordi, riflessioni, aneddoti, Spirali, 2009, ISBN 8877708700.

## Riconoscimenti
- 1981 – David di Donatello
  - David Europeo

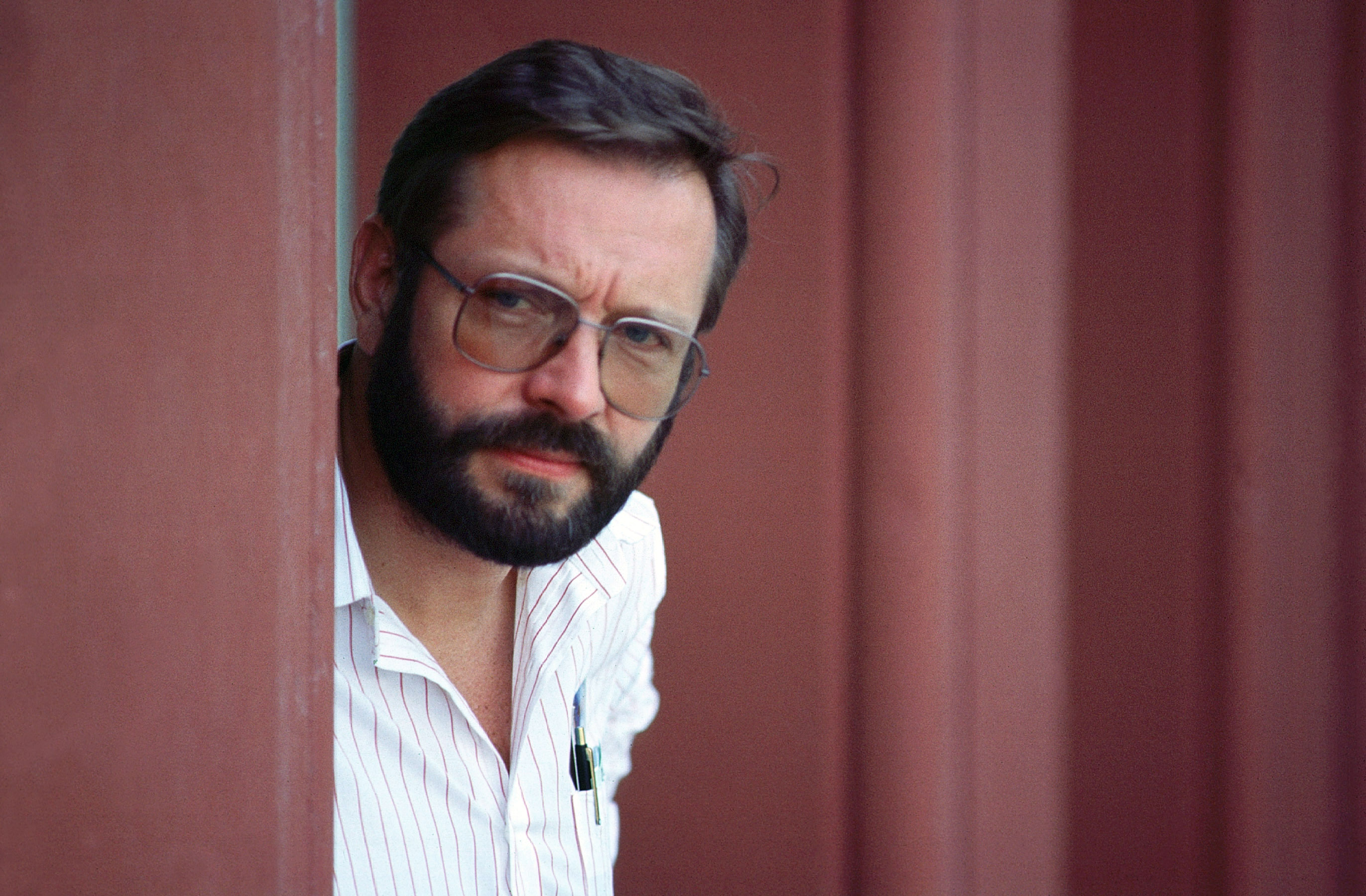
Il regista polacco Krzysztof Zanussi alla Mostra del cinema di Venezia del 1984.

- 1981 – New York Film Critics Circle Awards
  - Premio speciale per l'abilità artistica e lo spirito indipendente dimostrato nei suoi film
- 1984 – Mostra internazionale d'arte cinematografica di Venezia
  - Leone d'oro al miglior film per L'anno del sole quieto
- Premio Flaiano
  - 2002 – Premio alla carriera
  - 2022 – Miglior regia teatrale per L'odore
- 2002 – Scuola di cultura cattolica di Bassano del Grappa
  - Premio internazionale medaglia d'oro al merito della cultura cattolica
- 2003 – Fondazione ente dello spettacolo e Rivista del cinematografo
  - Premio Robert Bresson
- 2006 – Taormina Film Fest
  - Taormina Arte Award
- 2006 – Ischia Film Festival
  - Ciak di Corallo alla carriera
- 2006 – Popoli e Religioni Terni film Festival
  - Premio alla carriera
- 2009 – Popoli e Religioni Terni film Festival
  - Premio del pubblico per Le voci interiori
- Croce di Cavaliere dell'Ordine polacco
- Onorificenza di cavaliere delle scienze e delle lettere